# Arnold Jackson
Arnold Nugent Strode-Jackson (* 5. April 1891 in Addlestone, England; † 13. November 1972 in Oxford) war ein britischer Leichtathlet und Olympiasieger. 
1910 ging Jackson an das Brasenose College in Oxford. Er ruderte, spielte Fußball sowie Hockey und wurde der Kapitän der Hockeymannschaft. In dieser gewann er auch dreimal den Lauf über eine Meile für sein College gegen Cambridge und war Präsident des Athletik-Clubs der Universität Oxford. 
Bei den V. Olympischen Spielen 1912 in Stockholm gewann er im 1500-Meter-Lauf die Goldmedaille, vor den beiden US-Amerikanern Abel Kiviat (Silber) und Norman Taber (Bronze). 
Der Erste Weltkrieg, bei dem er mehrfach verwundet wurde, beendete seine sportliche Karriere. Danach arbeitete er in der Industrie und als Friedensrichter in den Vereinigten Staaten von Amerika. In den 1960er Jahren kehrte er nach Oxford zurück, wo er seinen Lebensabend verbrachte.